# Luis de Zulueta

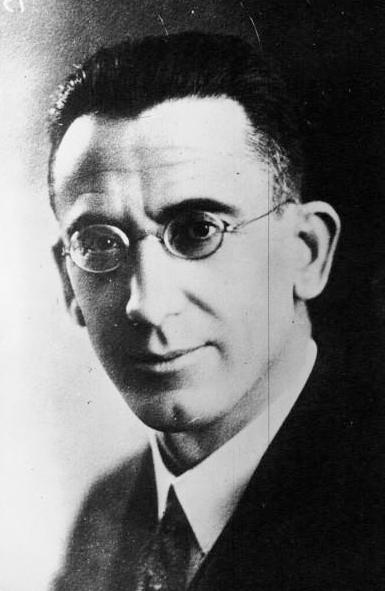
Luis de Zulueta (1932)

Luis de Zulueta e Escolano (* 8. April 1878 in Barcelona; † 2. August 1964 in New York) war ein spanischer republikanischer Politiker, Pädagoge und Diplomat. Zeitweise diente er der spanischen Republik als bevollmächtigter Botschafter im Deutschen Reich. Zwischen 1931 und 1933 war er Außenminister Spaniens.

## Biografie
Zulueta wurde am 8. April 1878 in Barcelona als Sohn des kubanischstämmigen Juan Antonio Zulueta y Fernández und der aus Cádiz stammenden Maria Dolores Escolano geboren. Sein Vater, der bereits 1894 starb, war ein bekannter Rechtsanwalt.
Zulueta begann seine berufliche Laufbahn als Angestellter einer Bank.
Bereits 1905 wurde er zum Stadtrat Barcelonas gewählt.
Nach einem Philosophie-Studium an der Universität von Salamanca erreichte er an der Universität Complutense Madrid den akademischen Grad einer Licenciatura. 1910 wurde er an derselben Universität zum Doktor der Philosophie promoviert. Seine Dissertation trägt den Titel Rousseaus Pädagogik und Ausbildung der Wahrnehmung von Raum und Zeit.
In dieser Zeit trat er der Partido Reformista, der spanischen Reformpartei, bei, welche sich an republikanischen und laizistischen Werten orientierte sowie programmatisch politisches Bonzentum bekämpfte. Zulueta vertrat dabei eine gemäßigte links-liberale Haltung.
Nach Ausrufung der Zweiten Republik wurde Zulueta im April 1931 als Botschafter beim Heiligen Stuhl vorgeschlagen. Der Vatikan akzeptierte jedoch keinen Schüler von Giner de los Ríos und wies Zulueta zurück.
Nach dem Ausstieg der radikalen Republikanischen Partei aus der Regierung wurde Zulueta, der zu diesem Zeitpunkt noch kein Mitglied der republikanischen Aktion war, im Dezember 1931 von Manuel Azaña zum Außenminister ernannt. Er ersetzte in dieser Funktion Alejandro Lerroux.
Im Juni 1933 wurde Zulueta als Botschafter der spanischen Republik nach Deutschland entsandt, wo sich eine enge Freundschaft zu dem damals ebenfalls in Deutschland akkreditierten Botschafter der USA, William E. Dodd, entspann.
Dodd schreibt in seinem Tagebuch unter dem Datum des 9. Oktober 1934, dass Zulueta ihn an diesem Tage besucht und verkündet hätte, dass er von seinem Posten zurücktreten und nach Madrid zurückkehren werde, um dort wieder als Professor der Philosophie tätig zu sein.
Im Jahre 1945 beschrieb er in einer kurzen Abhandlung Mis recuerdos des Führer (Meine Erinnerungen an den Führer) seine Erinnerung an die Persönlichkeit Hitlers und die Manipulationstechniken des Nationalsozialismus.
1036 wurde er als Botschafter am Heiligen Stuhl akzeptiert und akkreditiert. Die Anhänger General Francos drängten Zulueta zu Beginn des Spanischen Bürgerkriegs aus dem Palazzo di Espangna in Rom, dem Sitz des spanischen Gesandten beim Heiligen Stuhl, und zwangen ihn von seinem Botschafterposten zurückzutreten.
Zulueta beschloss ins Exil zunächst nach Paris zu gehen. Der kolumbianische Präsident Eduardo Santos lud ihn nach Kolumbien ein. Dort schrieb er für die Zeitung El Tiempo und arbeitete für die Universidad Nacional sowie für die Privat-Universität von Los Andes.
1960 verlegte Zulueta seinen Aufenthalt in die USA, wo er am 2. August 1964 in New York verstarb.